# Serra de Sant Honorat
La serra de Sant Honorat és una muntanya situada al municipi de Peramola a la comarca de l'Alt Urgell, amb una elevació de 1.066 metres.
Aquest cim està inclòs al llistat dels 100 cims de la FEEC amb el nom de Sant Honorat. 